# Eacles guianensis
Eacles guianensis är en fjärilsart som beskrevs av William Schaus 1905. Eacles guianensis ingår i släktet Eacles och familjen påfågelsspinnare. Inga underarter finns listade i Catalogue of Life.